# Tijesna koža 2
Tijesna koža 2 (srpski: Tesna koža 2) je jugoslavenska komedija iz 1987. godine.

## Radnja
Referentu poduzeća koje se nalazi na rubu propasti sine ideja o gradnji motela za brojne Turke koji prolaze kroz Jugoslaviju. Za projekt se zainteresira i jedan Turčin. Direktor, međutim želi osujetiti referentov plan. On u povjerenju govori Turčinu kako je referent homoseksualac. Međutim, time izaziva suprotni učinak, jer je Turčin sklon muškarcima. Dolazi do niza komičnih situacija sve dok referent ne shvati Turčinove namjere i sklonosti. Direktor devize skupljene od raznih provizija daje ljubavnici na čuvanje, a ženi prepisuje svu imovinu kako bi se osigurao da u slučaju svog odlaska u zatvor ne izgubi svu stečenu imovinu. Međutim, unatoč osiguranju, događa se nešto nepredviđeno, napuštaju ga i žena i ljubavnica. Na kraju se i direktor i referent iz nekih svojih razloga nađu u zatvoru.

## Glavne uloge
- Nikola Simić kao Dimitrije Mita Pantić
- Milan Gutović kao Srećko Šojić
- Ružica Sokić kao Persida Pantić
- Vojislav Brajović kao Đole
- Josif Tatić kao Kajganli Mustafa
- Rahela Ferari kao Mitina majka

## Druge zanimljivosti
U filmu se pojavljuje grupa Rokeri s Moravu.

## Vanjske poveznice
- Tijesna koža 2 u internetskoj bazi filmova IMDb-a
- Balkanmedia magazin o filmu  Arhivirana inačica izvorne stranice od 2. veljače 2007. (Wayback Machine)